# 凱旋門 -エリッヒ・マリア・レマルクの小説による-
『凱旋門』（がいせんもん）は、宝塚歌劇団のミュージカル作品。雪組公演。2000年の宝塚・東京における形式名は「住友VISAシアター ミュージカル・プレイ」、2001年の博多座は「ミュージカル・プレイ」、2018年の宝塚・東京は「かんぽ生命 ドリームシアター ミュージカル・プレイ」。2000年、2001年は24場。
副題に「-エリッヒ・マリア・レマルクの小説による-」とあるように、レマルクの小説『凱旋門』を原作とする。脚本は柴田侑宏、2000年、2001、2018年の演出・振付は謝珠栄。2000年の宝塚・東京における本公演の併演作品は『デパートメント・ストア』、2001年の博多座は『パッサージュ』、2018年の宝塚・東京の併演作品は『『Gato Bonito!!』～ガート・ボニート、美しい猫のような男～』。

## 解説
※『宝塚歌劇100年史（舞台編）』の宝塚大劇場公演参考。
第二次世界大戦前夜のパリ。あけどなく仇敵を捜す失意の日々の中に、鮮烈な恋を見出すが、混乱の中でまたその恋を失うドイツ人医師・ラヴィックの物語。ラヴィックは今にも川に身を投げそうな女を助け、その娘・ジョアンと恋に落ちる。風雲迫る中でも毅然として立つ凱旋門とシャンゼリゼ通り周辺で起こる人間ドラマを、シャンソンをモチーフにした音楽を絡めながら綴った作品。
轟悠はこの作品の演技で、平成12年度の文化庁芸術祭賞演劇部門優秀賞を受賞。

### 補足
- 初演時、この作品自体が「宝塚らしくない」という声が、内外から轟悠本人の耳にも届いていた[6]。

## 公演期間と公演場所
- 2000年6月30日 - 8月14日[1]（役替わり公演：7月18日[4]）　宝塚大劇場 ＊初演
- 2000年9月22日 - 10月29日[2]（新人公演：10月3日[2]）　TAKARAZUKA1000days劇場（東京公演）
- 2001年8月1日 - 8月23日[3]　博多座（福岡公演）
- 2018年6月8日 - 7月9日　宝塚大劇場（再演）
- 2018年7月27日 - 9月2日 東京宝塚劇場

## スタッフ（2000年、2001年）
※氏名の後ろに「宝塚」「東京」「博多」の文字がなければ全劇場共通。
- 作曲・編曲：寺田瀧雄[注 1]/吉田優子/斉藤恒芳
- 編曲：鞍富真一
- 音楽指揮：御﨑惠
- 振付：伊賀裕子
- ファイティング・コーディネーター：渥美博
- 装置：大橋泰弘
- 衣装：任田幾英
- 照明：勝柴次朗
- 歌唱指導：楊淑美
- 音響：加門清邦
- 小道具：伊集院撤也
- 効果：扇野信夫
- フランス語指導：鞍谷葉子
- 演出助手：荻田浩一
- ファイティング助手：亀山ゆうみ
- 振付助手：中田由記
- 装置補：新宮有紀
- 衣装補：河底美由紀
- 小道具補：田中武彦
- 舞台進行：森田智広
- 舞台監督：藤村信一（東京）/木村信也（東京）/中村兆成（東京）/林田勇吾（東京）
- 舞台美術製作：株式会社宝塚舞台
- 演奏：宝塚歌劇オーケストラ（宝塚・博多）
- 録音演奏：宝塚歌劇オーケストラ（東京）
- 制作：村上信夫
- 演出担当（宝塚の役替わりと東京の新人公演）：荻田浩一

## 特別出演
※氏名の後ろの（）は上演当時の所属組。

### 2000年　宝塚・東京における本公演
- 矢代鴻（専科）[4]
- 汝鳥伶（専科）[4]
- 香寿たつき（専科）[4]
- 汐風幸（専科）[4]

### 2001年　博多座
- 矢代鴻（専科）[3]
- 萬あきら（専科）[3]
- 絵麻緒ゆう（専科）[3]
- 汐風幸（専科）[3]

### 2018年　宝塚・東京における本公演
- 轟悠（専科）
- 美穂圭子（専科）

## 宝塚公演休演者（2000年・ベルリン公演出演による）
- 五峰亜季[4]
- 天希かおり[4]
- 貴城けい[4]
- 未来優希[4]
- 愛耀子[4]
- 花純風香[4]
- 蘭香レア[4]
- 紺野まひる[4]
- 舞坂ゆき子[4]
- 天勢いづる[4]
- 音月桂[4]

## 主な配役

### 宝塚・東京（2000年）
宝塚
※（）は役替わり公演。
- ラヴィック - 轟悠（朝海ひかる）[4]
- ジョアン - 月影瞳（貴咲美里）[4]
- ボリス - 香寿たつき（安蘭けい）[4]
- ヴェーベル - 汐風幸（成瀬こうき）[4]
- ハイメ - 安蘭けい（立樹遥）[4]
- マルクス - 成瀬こうき（麻愛めぐる）[4]
- ローゼンフェルト - 朝海ひかる（夕貴真緒）[4]
- アンリ - 立樹遥（蒼海拓）[4]
- ユリア - 千咲毬愛（山科愛）[4]
- シュナイダー - 汝鳥伶（美郷真也）[4]
- フランソワーズ - 矢代鴻（毬丘智美）[4]
- ルート・ゴールドベルク - 貴咲美里（愛田芽久）[4]
- デュラン - 飛鳥裕（風早優）[4]

東京における変更点
- ボリス - 汐風幸[2]
- ヴェーベル - 風早優[2]
- ハイメ - 朝海ひかる[2]
- ローゼンフェルト - 未来優希[2]
- アンリ - 貴城けい[2]
- ユリア - 紺野まひる[2]

東京における新人公演
- ラヴィック - 蘭香レア[2]
- ジョアン - 紺野まひる[2]
- ボリス - 蒼海拓[2]
- ヴェーベル - 玲有希[2]
- ハイメ - 音月桂[2]
- マルクス - 天勢いづる[2]
- ローゼンフェルト - 牧勢海[2]
- アンリ - 神月茜[2]
- ユリア - 千咲毬愛[2]
- シュナイダー - すがた香[2]
- フランソワーズ - 麻愛めぐる[2]
- ルート・ゴールドベルク - 愛田芽久[2]
- アンドレ・デュラン - 貴船尚[2]

### 博多座
- ラヴィック - 轟悠[3]
- ジョアン・マヅー - 月影瞳[3]
- ボリス - 絵麻緒ゆう[3]
- ヴェーベル - 汐風幸[3]
- マルクス - 成瀬こうき[3]
- ハイメ - 未来優希[3]
- ユリア - 千咲毬愛[3]
- ローゼンフェルト - 天勢いづる[3]
- アンリ - 天希かおり[3]
- シュナイダー - 萬あきら[3]
- フランソワーズ - 矢代鴻[3]

### 宝塚・東京（2018年）
※（）は新人公演
- ラヴィック：轟悠（縣千）[7]
- ジョアン：真彩希帆（潤花）[7]
- ボリス：望海風斗（綾凰華）[7]
- ヴェーベル：彩凪翔（星加梨杏）[7]
- ハイメ：朝美絢（彩海せら）[7]
- マルクス：煌羽レオ（日和春磨）[7]
- ローゼンフェルト：永久輝せあ（陽向春輝）[7]
- アンリ：彩風咲奈（眞ノ宮るい）[7]
- ユリア：彩みちる（希良々うみ）[7]
- シュナイダー：奏乃はると（諏訪さき）[7]
- フランソワーズ：美穂圭子（ゆめ真音）[7]
- ルート・ゴールドベルク：朝月希和（星南のぞみ）[7]
- デュラン：透真かずき（汐聖風美）[7]